# Cmentarz wojenny nr 320 – Niedary

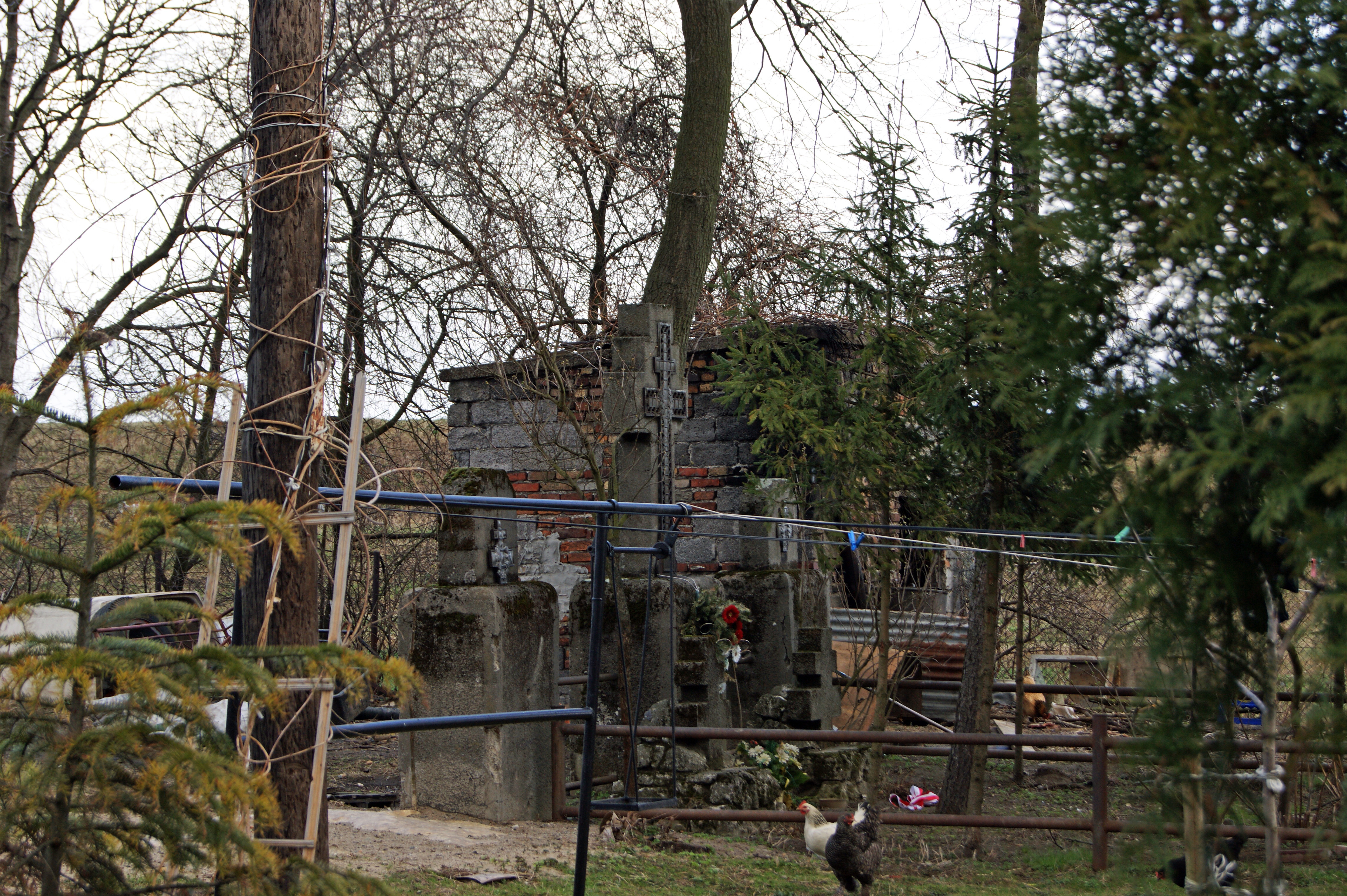
Widok z zachodu-pomnik

Cmentarz wojenny nr 320 – Niedary – austriacki cmentarz wojenny z okresu I wojny światowej wybudowany przez Oddział Grobów Wojennych C. i K. Komendantury Wojskowej w Krakowie i znajdujący się na terenie jego okręgu IX Bochnia.
Znajduje się we wschodniej części miejscowości Niedary położonej w województwie małopolskim, w powiecie bocheńskim, w gminie Drwinia. 
Niewielka nekropolia o powierzchni ok. 1 ara ma kształt wydłużonego prostokąta. Znajduje się na prywatnej posesji obok domu, 200 metrów na północ od drogi wojewódzkiej nr 964 w pobliżu wału przeciwpowodziowego rzeki Raby.
Północną ścianę cmentarza tworzy wysoki, betonowy prawosławny krzyż na którym umieszczono krzyż żeliwny z datą 1914. Projektował nekropolię Franz Stark. 
Pochowano na nim 69 żołnierzy rosyjskich.